# Rex Smith
Pour les articles homonymes, voir Smith.
Rex Smith, né le 19 septembre 1955 à Jacksonville en Floride, est un acteur et chanteur américain.
Il est notamment connu en France pour avoir joué dans la série télévisée américaine Tonnerre mécanique (Street Hawk) et pour son interprétation du super héros Daredevil dans le téléfilm Le Procès de l'incroyable Hulk.

## Biographie

### Carrière musicale
Durant la fin des années 1970, Rex Smith connait la popularité en tant qu'idole de la jeunesse. Du fait de son physique avantageux, il était régulièrement en vedette dans des magazines pour adolescents, tels que 16 magazine ou Tiger Beat.
En 1979, il rencontre le succès avec la chanson inspirée du téléfilm américain Sooner or Later, intitulée You Take My Breath Away. Ce titre atteint la 10e place au Billboard Hot 100. Cette chanson se trouve au sein de l'album homonyme Sooner or Later, qui reprend le nom du téléfilm. La musique de cette chanson a été composée  par Stephen J. Lawrence et les paroles ont été écrites par Bruce Hart. Ce titre a été pendant de nombreuses années un élément de base incontournable sur les playlists des stations de radio FM américaines diffusant des chansons soft rock ou pop rock.
Son dernier album est sorti en 2000 et s'intitule Simply...Rex (jeu de mots en référence au groupe Simply Red). Il a été réédité en 2006 sous le titre You Take My Breath Away.

### Carrière télévisuelle
Smith est plus connu pour son rôle en 1985 de Jesse Mach, un policier conduisant une moto futuriste dans la mini-série de télévision Tonnerre mécanique (Street Hawk en version originale), mais il a également fait des apparitions en tant qu'invité dans plusieurs séries télévisées, tel que La croisière s'amuse (The Love Boat), Alerte à Malibu (Baywatch), Caroline in the City et JAG.
Smith a été également un porte-parole de renom d'un certain nombre de sociétés privées[réf. souhaitée]. Il a présenté en direct le spectacle du concours de beauté Miss Univers 1982, qui s'est tenu à Lima au Pérou[réf. souhaitée]. La même année, il remplace Andy Gibb au poste de présentateur de l'émission de musique de variété Solid Gold.
En 1989, il joue le rôle de Daredevil, alias Matt Murdock dans le téléfilm Le procès de l'incroyable Hulk. Celui-ci a été considéré comme un pilote potentiel pour une série télévisée basée sur Daredevil.
De 1990 à 1992, il est en contrat comme acteur sur le soap opera As the World Turns sur la chaine américaine CBS, dans le rôle de Darryl Crawford.

### Carrière théâtrale
En 1978, Rex Smith fait ses débuts à Broadway en participant à la comédie musicale Grease, où il interprète le rôle de Danny Zuko. Il se produit également dans la comédie musicale The Pirates of Penzance, la pièce du New York Shakespeare Festival de Central Park, dans le rôle de Frédéric. En 1981, il remporte pour ce rôle le Theatre World Award. Pour l'adaptation en film en 1983, il reprend le rôle de Frédéric avec deux autres membres de la distribution : Kevin Kline, reprenant le rôle du Roi Pirate, et Linda Ronstadt en tant que Mabel.
En 1995, il apparaît dans d'autres pièces de théâtre de Broadway et d'Off-Broadway, incluant The Scarlet Pimpernel, Grand Hotel, The Human Comedy, et Annie Get Your Gun. Il interprète le rôle de Joe Gillis, opposé à Diahann Carroll dans le rôle de Norma Desmond dans la version canadienne de Sunset Boulevard.
En 2001 et 2002, il fait également partie des représentations du spectacle Kiss Me, Kate dans le rôle de Fred Graham / Petruchio.

## Filmographie

### Cinéma

#### Film
- 1983 : The Pirates of Penzance de Wilford Leach : Frédéric

### Télévision
(février 2015).

#### Séries
- Tonnerre mécanique : Jesse Mach
- The Sentinel, épisode Dead Drop : Galileo/Frank Rachins
- JAG, épisode The Court-Martial of Sandra Gilbert : Sgt. Max Frankl
- Alerte à Malibu, épisode Friends Forever : Gavin
- Caroline in the City, épisode Caroline and the Free Cable : Dr. David Engel

#### Téléfilms
- Pope Dreams : Don
- Richie Rich's Christmas Wish : Rudy
- Passion To Kill : Ted
- 1989 : Le Procès de l'incroyable Hulk (The Trial of the Incredible Hulk) : Matt Murdock / Daredevil.
- Ballerina And The Blues : Lead
- The Pirates of Penzance : Frederick
- Heading For Broadway : Fast Eddie
- Sooner or Later : Michael Skye
- Once in a Lifetime

## Discographie

### Albums
- 1976 : Rex (Columbia)
- 1977 : Where Do We Go from Here (Columbia)
- 1979 : Sooner or Later (Columbia)
- 1980 : Forever, Rex (Columbia)
- 1981 : Pirates of Penzance (Bande Originale) (Elektra)
- 1982 : Everlasting Love (Columbia)
- 1983 : Camouflage (Columbia)
- 1997 : Sunset Boulevard (Original Canadian Cast recording)
- 1997 : Human Comedy (Original Broadway Cast)
- 1999 : The Scarlet Pimpernel: Encore! (1998 Broadway Revival Cast)
- 2000 : Simply…Rex (renommé You Take My Breath Away, 2006)